# Schloss Heidesheim
Das Heidesheimer Schloss war ein Schlossgebäude der Grafen von Leiningen im rheinland-pfälzischen Ort Colgenstein-Heidesheim. Bis auf den Schlosspark ist es völlig verschwunden.

## Geschichte

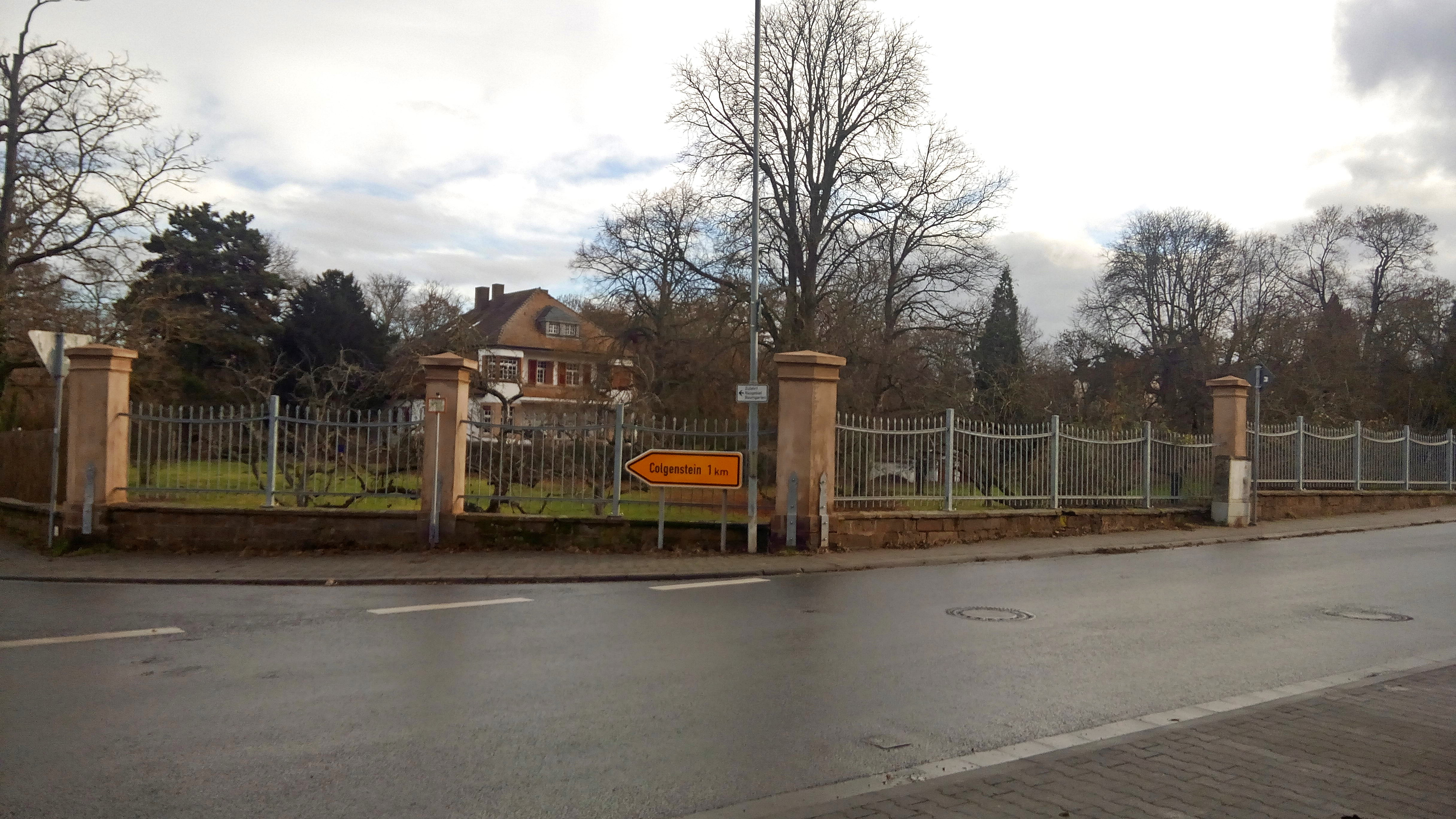
Schlosspark mit Villa

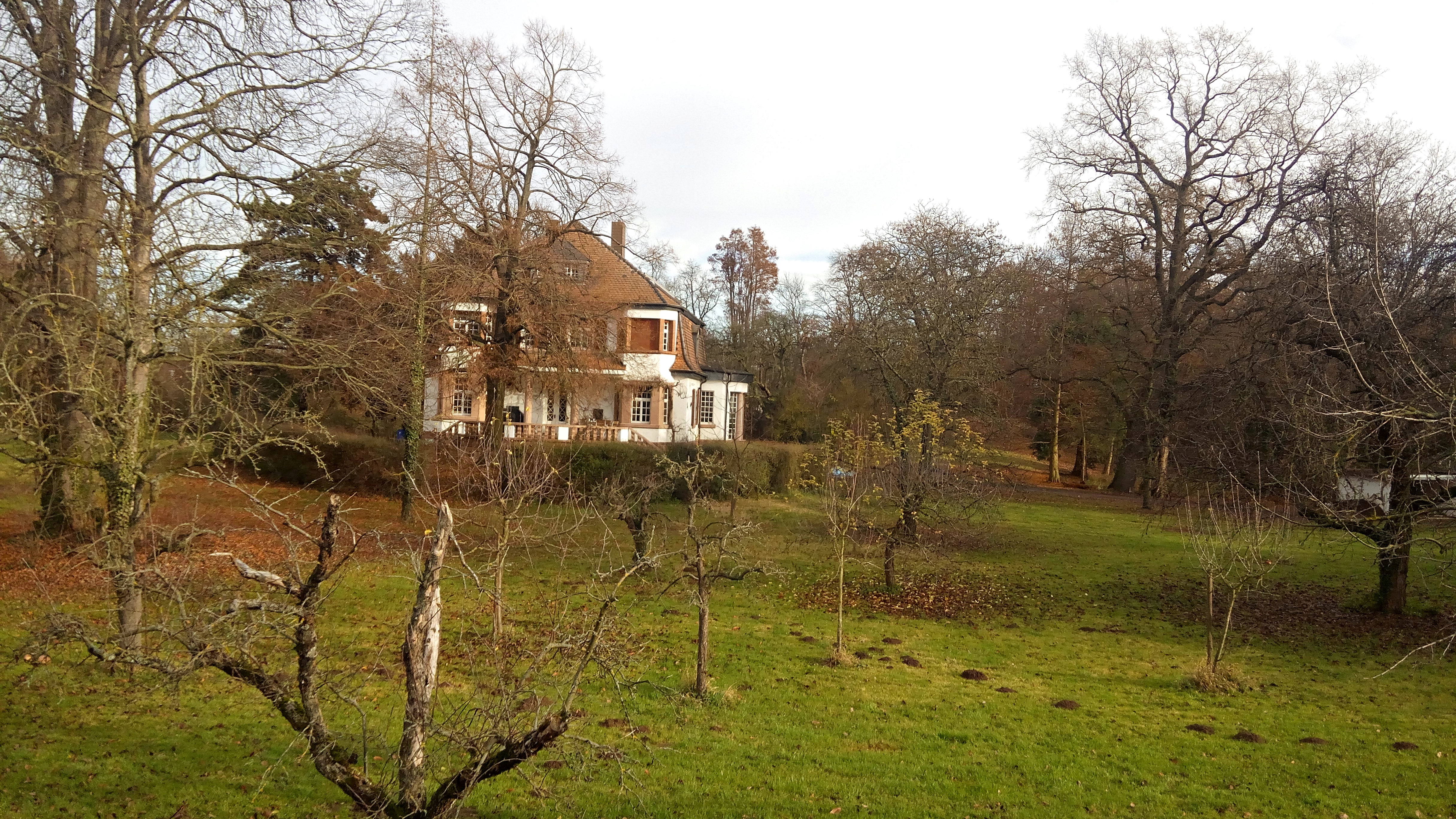
Villa im Schlosspark

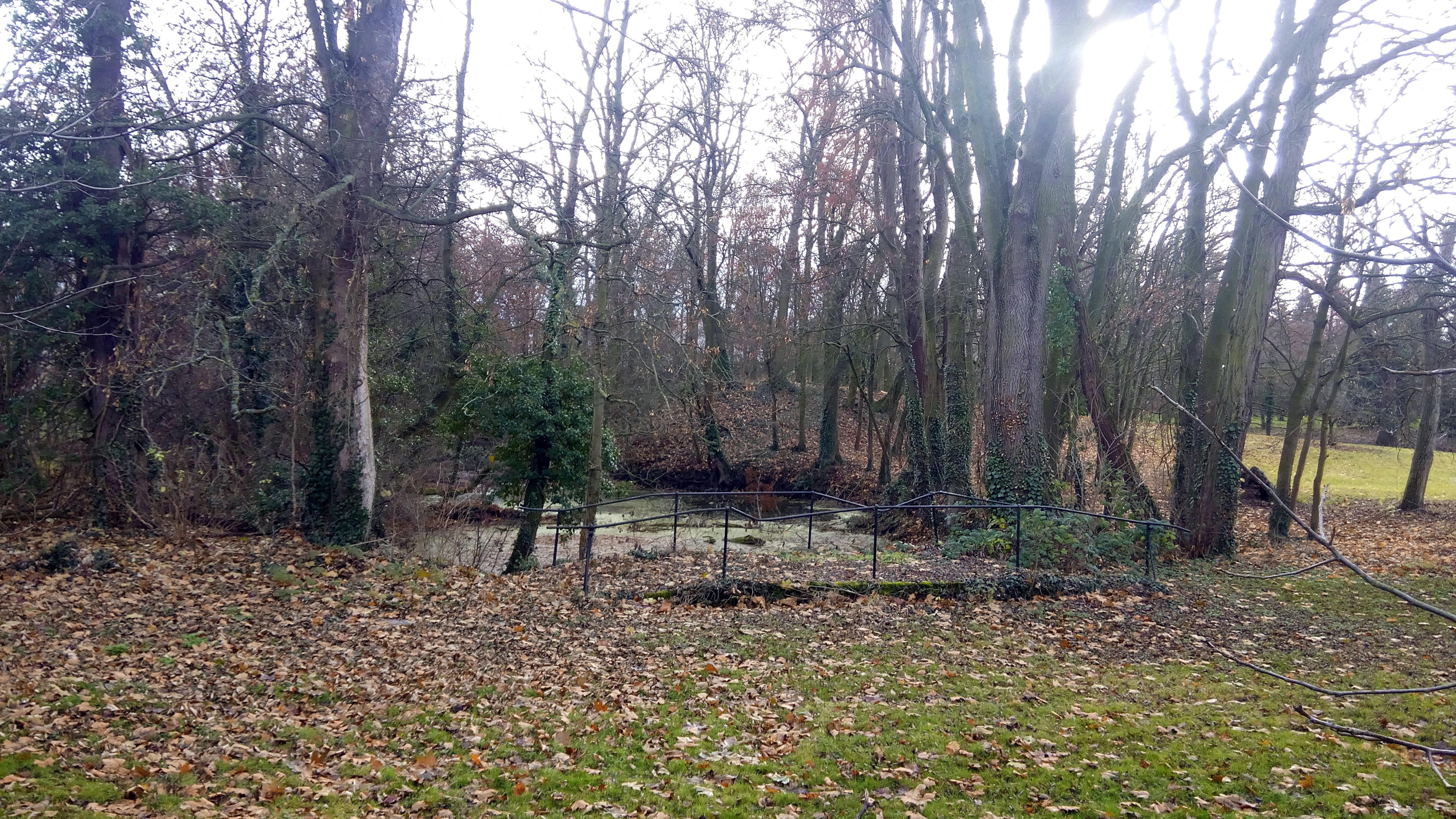
Schlosspark, Grabenrest mit Brücke

1560 wurde die Grafschaft Leiningen-Hardenburg unter den Brüdern Johann Philipp I. und Emich XI. aufgeteilt. Johann Philipp erhielt als der Ältere den Stammsitz Hardenburg mit Dürkheim und Umgebung, Battenberg, Großbockenheim, Kleinbockenheim sowie diversen Streubesitz. Er und seine Nachkommen bezeichneten sich fortan als Grafen von Leiningen-Dagsburg-Hardenburg. Emich XI. erbte Schloss Falkenburg mit den umliegenden Ortschaften sowie Mühlheim an der Eis, Colgenstein, Heidesheim, Kindenheim und Biedesheim in der Nordpfalz, Guntersblum in Rheinhessen und verschiedene andere Besitztümer. Letztere Linie nannte sich Leiningen-Dagsburg-Falkenburg.
Emich XI. Söhne Johann Ludwig und Philipp Georg ließen ab 1608, im Bereich eines seit Alters her von der Familie besessenen Hofgutes, in Heidesheim ein Schloss errichten, das sie 1612 als Residenz bezogen. Es lag verkehrsgünstiger und zentraler als die bisher von ihnen bewohnte Falkenburg. Im nahen Mühlheim richtete Graf Johann Ludwig das Erbbegräbnis seiner Linie ein, die protestantische Pfarrkirche wurde Schlosskirche.
Die Familie spaltete sich erneut in die Zweige Leiningen-Falkenburg-Guntersblum und Leiningen-Falkenburg-Heidesheim mit den jeweiligen Wonsitzen in Guntersblum und Heidesheim. Aus der Heidesheimer Linie stammte die dort geborene Maria Luise Albertine zu Leiningen-Dagsburg-Falkenburg (1729–1818), Tochter des damaligen Schlossherrn Christian Karl Reinhard von Leiningen-Dagsburg-Falkenburg und Großmutter des späteren Königs Ludwig I. von Bayern sowie der preußischen Königin Luise.
Die Leininger Familienlinie Dagsburg-Falkenburg erlosch in ihren beiden Zweigen Guntersblum und Heidesheim 1774 im Mannesstamm. Daraufhin zogen die zwischenzeitlich auf Schloss Dürkheim residierenden Verwandten der Linie Leiningen-Dagsburg-Hardenburg alle ihre Besitzungen an sich. Schloss Heidesheim gehörte nun Graf Carl Friedrich Wilhelm von Leiningen-Dagsburg-Hardenburg, ab 1779 der 1. Fürst zu Leiningen. Er übergab es 1776 dem evangelischen Pfarrer Karl Friedrich Bahrdt (1740–1792), der darin ein Philanthropinum gründete, das aber bereits 1778 wieder einging.
Der aus der erloschenen Familienlinie Leiningen-Dagsburg-Falkenburg stammende Graf Johann Ludwig von Leiningen-Falkenburg (1643–1687) hatte aus einer ersten, inoffiziellen Verbindung mit Amalie Sybille von Daun (Tochter des Wilhelm Wirich von Daun-Falkenstein), einen unehelichen Sohn (* 1673) mit gleichem Namen wie der Vater, der von der regulären Erbfolge ausgeschlossen war. Seine Enkel Wilhelm Carl und Wenzel Joseph verklagten ihre Verwandten, die Fürsten von Leiningen-Dagsburg-Hardenburg, beim Reichshofrat auf Herausgabe des 1774 eingezogenen Besitzes ihrer Familienlinie Leiningen-Dagsburg-Falkenburg bzw. reklamierten ihre Rechte auf Sukzession in ihrem Familienstamm, von der sie bisher wegen der unehelichen Geburt ihres Großvaters ausgeschlossen waren. Durch Entscheidungen des Reichshofrates vom 15. Februar 1782, vom 4. Februar 1783 und vom 19. August 1784 wurden ihre Ansprüche als berechtigt anerkannt. Hierauf kam es schließlich zwischen ihnen und den Fürsten von Leiningen-Dagsburg-Hardenburg am 17. Januar 1787 zu einem Vergleich, durch den sie zu Souveränen der beiden leiningen-falkenburgischen Ämter Guntersblum und Heidesheim, mit den dort existierenden Schlössern ihrer Familie erklärt wurden. Der Rest des eingezogenen leiningen-falkenburgischen Besitzes verblieb bei den Fürsten zu Leiningen-Dagsburg-Hardenburg.
So entstanden als Fortsetzung des bisher als erloschen gegoltenen Familienstammes Leiningen-Dagsburg-Falkenburg die beiden eigenständigen Grafenhäuser Leiningen-Heidesheim unter Graf Wenzel Joseph und Leiningen-Guntersblum unter dessen Bruder Wilhelm Carl. Heidesheim wurde deshalb ab 1787 noch einmal Grafenresidenz. Graf Wenzel Joseph, Geheimer Rat und Vize-Obermarschall des Trierer Kurfürsten Clemens Wenzeslaus von Sachsen, erhielt das alte leiningen-falkenburgische Amt Heidesheim zurück, das die pfälzischen Ortschaften Heidesheim, Colgenstein, Mühlheim an der Eis, Kindenheim und Erpolzheim sowie drei Viertel des Dorfes Steinbach am Donnersberg umfasste. Die Residenz dieses Zwergstaates, von dem nur die drei Dörfer Heidesheim, Colgenstein und Mühlheim territorial zusammenhingen, während die anderen Gemeinden Exklaven waren, richtete der Graf auf dem bereits existierenden Schloss Heidesheim ein. Beide neuen Grafschaften Leiningen-Guntersblum und Leiningen-Heidesheim waren als einzige Leininger Territorien katholisch, wodurch auch die katholische Religion in jenen fast rein protestantischen Gebieten wieder in bescheidenem Maß auflebte. So hatte Wenzel Joseph in seinem Heidesheimer Schloss eine katholische Hauskapelle, die offenbar auch als inoffizielle Pfarrkirche der dortigen Katholiken diente, da hier die Heiligen Öle aufbewahrt wurden. Es ist in den Wormser Weihetagebüchern dokumentiert, dass Weihbischof Stephan Alexander Würdtwein am 1. September 1791 eine Pyxis weihte, die zur Aufbewahrung der Hl. Öle in der Hauskapelle des Grafen Wenzel von Leiningen-Heidesheim diente.
Graf Wenzel Joseph von Leiningen-Heidesheim (1738–1825) lebte mit seiner Gattin Maria Margareta Katharina Elisabeth Ferdinanda Walburga Eva Freiin von Sickingen zu Ebernburg (1741–1795) und ihren sechs Kindern (ein Sohn namens Klemens Wilhelm und fünf Töchter) bis zur Vertreibung durch die französische Revolutionsarmee in Heidesheim. Das Schloss brannten die Franzosen im Januar 1794, während des Ersten Koalitionskrieges nieder, die Grafenfamilie floh und wurde in Neudenau ansässig.

## Baubestand
Es ist bislang keine Abbildung des Heidesheimer Schlosses bekannt geworden. Der Schlosspark mit Grabenresten ist noch heute existent und weist alten Baumbestand auf. Das Schlossgebäude lag auf einer Insel im Park und war allseitig von Wassergräben umgeben. Ab 1608 errichtet, scheint es später im Barockstil umgebaut worden zu sein. Karl Friedrich Bahrdt, der es 1776 von Graf Carl Friedrich Wilhelm zur Einrichtung seines Philanthropinum erhielt, schreibt darüber:

„Er bot mir ein ganzes Schloss an, welches fünfzig Zimmer enthielt und einen verschlossnen und mit Linden beschatteten Hofraum von 4 Acker Land hatte. Dieses Schloss, welches ganz modern gebaut und grossentheils mit schönen Tapeten, Wandspiegeln und Täfelwerk versehen war, sollte ich unentgeltlich, zum immerwährenden Gebrauche haben. Bei diesem Schlosse lag ein Garten, von ungeheurer Größe, der leicht 12 bis 14 Acker halten konnte, der ebenfalls dazu geschenkt werden sollte. Außer dem Schlosse stunden verschiedene niedliche Häuser, welche die Bedienten und Räthe der ehemaligen Herrschaft bewohnt hatten.“

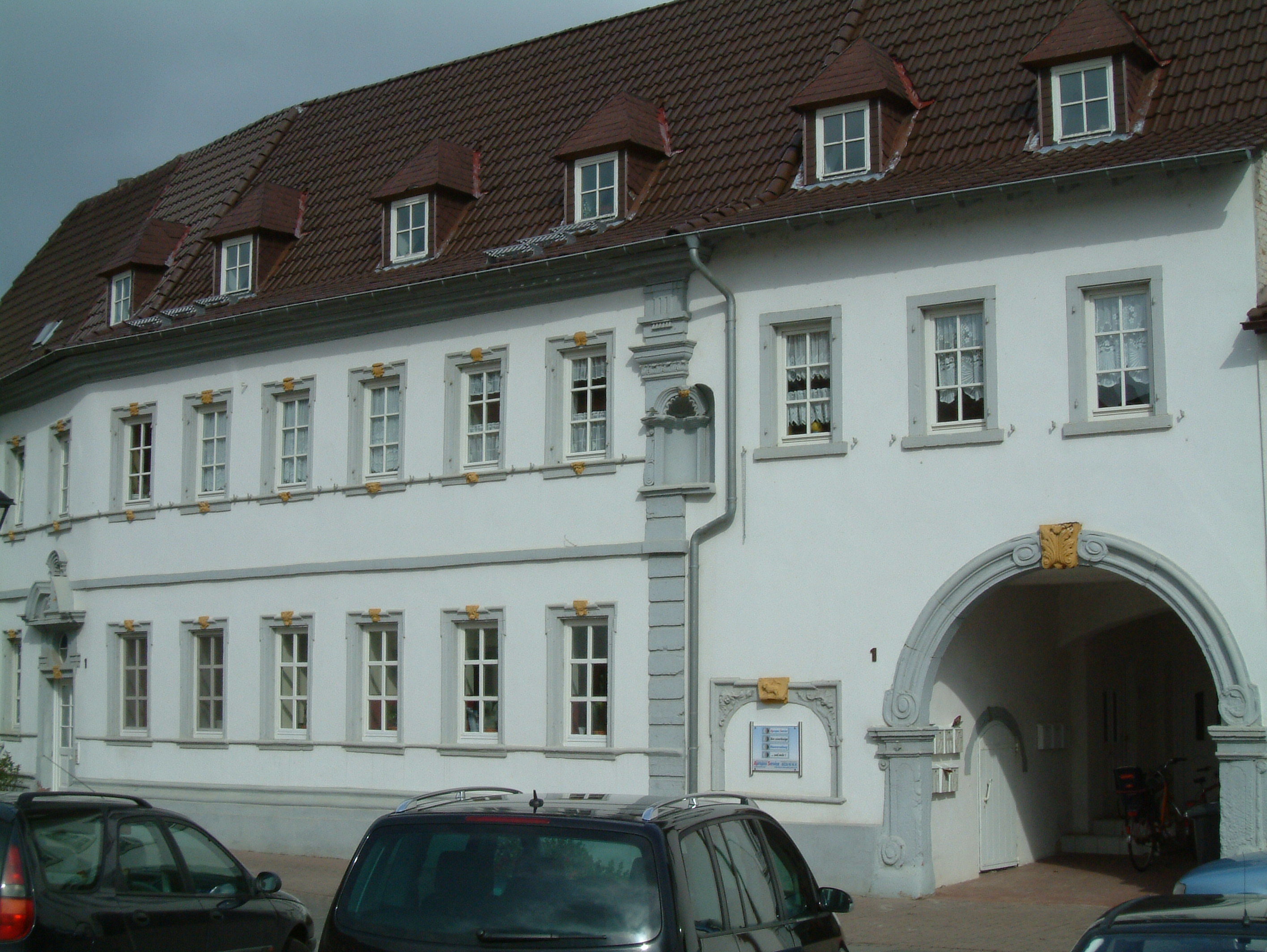
Dirmstein, Gasthaus Drei Könige. Hier wurden die Ziersteine vom Heidesheimer Schloss in Zweitverwendung verbaut

In Anton Friedrich Büschings Neuer Erdbeschreibung heißt es 1770 darüber:

„In Heydesheim ist ein weitläuftiges Schloss mit schönen Gärten und einem Wassergraben umgeben…“

Peter Gärtner konstatiert 1855, das Heidesheimer Schloss sei gut befestigt gewesen und die Einwohner Grünstadts hätten 1635, im Dreißigjährigen Krieg, ihre Habe dorthin in Sicherheit gebracht, als die Spanier aus dem von ihnen besetzten Frankenthal immer wieder Streifzüge in die Gegend unternahmen.
Nach der Niederbrennung durch die Franzosen im Januar 1794 wurde die Schlossruine abgetragen. Zier- und Hausteine erwarb ein Dirmsteiner Bürger, der sie am heutigen Anwesen Metzgergasse 1 verbaute. Was genau von den dortigen qualitativen Steinmetzarbeiten dem Heidesheimer Schloss zugehörte, kann heute nicht mehr gesagt werden. Vermutlich stammen von dort jedenfalls die geohrten Fenstergewände mit Pflanzenornamenten und Schmuckgesichtern im oberen Stockwerk, da sie für ein Bürgerhaus eher ungewöhnlich sind; möglicherweise auch der aufwändige Torbogen.
Im Schlossgarten steht heute eine Villa aus dem frühen 20. Jahrhundert. In Heidesheim erinnert die Schlossstraße an die verschwundene Residenz.